# Кім Суомінен
Кім Суомінен (фін. Kim Suominen, 20 жовтня 1969, Турку — 18 листопада 2021, Турку) — фінський футболіст, що грав на позиції півзахисника.
Виступав, зокрема, за клуби «ТПС», «Адміра-Ваккер» та «Норрчепінг», а також національну збірну Фінляндії.

## Клубна кар'єра
У дорослому футболі дебютував 1987 року виступами за команду «ТПС», у якій провів чотири сезони, взявши участь у 131 матчі чемпіонату. Більшість часу, проведеного у складі «ТПС», був основним гравцем команди.
Згодом з 1992 по 1994 рік грав у складі команд «Яро» та «ТПВ».
Своєю грою за останню команду привернув увагу представників тренерського штабу клубу «Адміра-Ваккер», до складу якого приєднався 1995 року. Відіграв за команду з Медлінга наступний сезон своєї ігрової кар'єри. Граючи у складі «Адміри-Ваккер» також здебільшого виходив на поле в основному складі команди.
У 1996 році уклав контракт з клубом «Норрчепінг», у складі якого провів наступний рік своєї кар'єри гравця.  Тренерським штабом нового клубу також розглядався як гравець «основи».
Протягом 1998—1999 років захищав кольори клубів «Інтер» (Турку) та «Джаз».
Завершив ігрову кар'єру у команді «ТПС», у складі якої вже виступав раніше. Повернувся до неї 2000 року, захищав її кольори до припинення виступів на професійному рівні.

## Виступи за збірну
У 1993 році дебютував в офіційних матчах у складі національної збірної Фінляндії.
Загалом протягом кар'єри в національній команді, яка тривала 4 роки, провів у її формі 39 матчів, забивши 4 голи.
Помер 18 листопада 2021 року на 53-му році життя у місті Турку.
| Дата       | Місто         | Господарі         | Результат | Гості     | Турнір            | Голи | Примітки |
| ---------- | ------------- | ----------------- | --------- | --------- | ----------------- | ---- | -------- |
| 20-1-1993  | Ченнаї        | Індія             | 0 – 0     | Фінляндія | товариський матч  | -    |          |
| 22-1-1993  | Ченнаї        | Камерун           | 0 – 0     | Фінляндія | товариський матч  | -    |          |
| 26-1-1993  | Ченнаї        | Індія             | 0 – 2     | Фінляндія | товариський матч  | -    |          |
| 28-1-1993  | Ченнаї        | Камерун           | 2 – 0     | Фінляндія | товариський матч  | -    |          |
| 31-1-1993  | Ченнаї        | Північна Корея    | 3 – 2     | Фінляндія | товариський матч  | -    |          |
| 13-4-1993  | Радом         | Польща            | 2 – 1     | Фінляндія | товариський матч  | -    | 76'      |
| 28-4-1993  | Софія (місто) | Болгарія          | 2 – 0     | Фінляндія | Відбір до ЧС 1994 | -    |          |
| 13-5-1993  | Турку         | Фінляндія         | 3 – 1     | Австрія   | Відбір до ЧС 1994 | -    |          |
| 16-6-1993  | Лахті         | Фінляндія         | 0 – 0     | Ізраїль   | Відбір до ЧС 1994 | -    |          |
| 25-8-1993  | Відень        | Австрія           | 3 – 0     | Фінляндія | Відбір до ЧС 1994 | -    |          |
| 8-9-1993   | Тампере       | Фінляндія         | 0 – 2     | Франція   | Відбір до ЧС 1994 | -    | 75'      |
| 13-10-1993 | Стокгольм     | Швеція            | 3 – 2     | Фінляндія | Відбір до ЧС 1994 | 1    |          |
| 10-11-1993 | Рамат-Ган     | Ізраїль           | 1 – 3     | Фінляндія | Відбір до ЧС 1994 | -    |          |
| 25-1-1994  | Доха          | Катар             | 1 – 0     | Фінляндія | товариський матч  | -    |          |
| 27-1-1994  | Доха          | Катар             | 0 – 0     | Фінляндія | товариський матч  | -    |          |
| 30-1-1994  | Маскат        | Оман              | 0 – 2     | Фінляндія | товариський матч  | 1    |          |
| 1-2-1994   | Маскат        | Оман              | 1 – 1     | Фінляндія | товариський матч  | -    |          |
| 23-2-1994  | Касабланка    | Марокко           | 0 – 0     | Фінляндія | товариський матч  | -    |          |
| 27-5-1994  | Парма         | Італія            | 2 – 0     | Фінляндія | товариський матч  | -    | 60'      |
| 2-6-1994   | Тампере       | Фінляндія         | 1 – 2     | Іспанія   | товариський матч  | -    |          |
| 17-8-1994  | Копенгаген    | Данія             | 2 – 1     | Фінляндія | товариський матч  | 1    |          |
| 7-9-1994   | Гельсінкі     | Фінляндія         | 0 – 2     | Шотландія | Відбір до ЧЄ 1996 | -    |          |
| 12-10-1994 | Салоніки      | Греція            | 4 – 0     | Фінляндія | Відбір до ЧЄ 1996 | -    |          |
| 8-3-1995   | Брно          | Чехія             | 4 – 1     | Фінляндія | товариський матч  | -    |          |
| 26-4-1995  | Тофтір        | Фарерські острови | 0 – 4     | Фінляндія | Відбір до ЧЄ 1996 | -    | 81'      |
| 31-5-1995  | Гельсінкі     | Фінляндія         | 0 – 1     | Данія     | товариський матч  | -    |          |
| 16-8-1995  | Гельсінкі     | Фінляндія         | 0 – 6     | Росія     | Відбір до ЧЄ 1996 | -    | 46' 49'  |
| 6-9-1995   | Глазго        | Шотландія         | 1 – 0     | Фінляндія | Відбір до ЧЄ 1996 | -    |          |
| 15-11-1995 | Москва        | Росія             | 3 – 1     | Фінляндія | Відбір до ЧЄ 1996 | 1    | 88'      |
| 9-2-1996   | Бангкок       | Таїланд           | 1 – 0     | Фінляндія | King's Cup        | -    |          |
| 11-2-1996  | Бангкок       | Данія             | 0 – 0     | Фінляндія | King's Cup        | -    |          |
| 13-2-1996  | Бангкок       | Фінляндія         | 1 – 1     | Румунія   | King's Cup        | -    |          |
| 16-2-1996  | Бангкок       | Таїланд           | 5 – 2     | Фінляндія | King's Cup        | -    |          |
| 16-3-1996  | Ель-Кувейт    | Кувейт            | 0 – 1     | Фінляндія | товариський матч  | -    |          |
| 29-5-1996  | Страсбург     | Франція           | 2 – 0     | Фінляндія | товариський матч  | -    |          |
| 2-6-1996   | Гельсінкі     | Фінляндія         | 1 – 2     | Туреччина | товариський матч  | -    |          |
| 1-9-1996   | Будапешт      | Угорщина          | 1 – 0     | Фінляндія | Відбір до ЧС 1998 | -    | 81'      |
| 6-10-1996  | Гельсінкі     | Фінляндія         | 2 – 3     | Швейцарія | Відбір до ЧС 1998 | -    |          |
| 30-10-1996 | Котка         | Фінляндія         | 2 – 2     | Естонія   | товариський матч  | -    | 73'      |
| Усього     |               | Матчів            | 39        |           | Голів             | 4    |          |